# Simó d'Egina
Simó d'Egina (grec antic: Σίμων, llatí: Simon) fou un escultor grec nascut a l'illa d'Egina.
Va florir entorn del 475 aC, a l'olimpíada 76. Va esculpir un cavall, un carro i un dels aurigues en el grup dedicat a Olímpia per Formis, el contemporani de Geló I i Hieró I. L'altre cavall i carro els va fer Dionís d'Argos, segons Pausànias. Plini el Vell diu que va fer un gos i un arquer en bronze (Naturalis Historia XXXIV, 8). També el menciona Diògenes Laerci.
A part d'aquestes figures, alguns autors, com ara Polemó, n'hi atribueixen d'altres, per exemple un Dionís a Atenes fet d'una pedra tova anomenada φελλείτης.